# 黄男淑
黄男淑（韓語：황남숙，1963年—），韩国退役女子乒乓球运动员。她曾经参加1981年世界乒乓球锦标赛，结果获得女子团体亚军和女子双打季军两枚奖牌。